# The Sky Pirate
The Sky Pirate, também A Sky Pirate, é um curta-metragem mudo norte-americano de 1914, do gênero comédia, dirigido por Roscoe Arbuckle.

## Elenco
- Fatty Arbuckle
- Minta Durfee
- Hank Mann
- Mabel Normand
- Al St. John